# Bobby Rush
Bobby Rush (Homer, 10 novembre 1933) è un musicista, compositore e cantante statunitense blues e R&B.
Nato col nome di Emmit Ellis Jr. nella città di Homer in Louisiana, si trasferisce con la sua famiglia a Chicago nel 1953, dove entra a far parte della scena blues locale. È conosciuto per il suo contributo allo stile sonoro che prende il nome di soul blues. La sua produzione più recente è intitolata "Folkfunk", un termine che usa per descrivere il suo nuovo stile di fare musica. Appare in una miniserie intitolata The Blues, prodotta da Martin Scorsese.

## Discografia
- 1979 Rush Hour
- 1982 Sue
- 1984 Gotta Have Money
- 1985 What's Good for the Goose is Good for the Gander
- 1990 Man Can Give
- 1992 Handy Man
- 1995 She's a Good 'Un  (It's Alright)
- 1996 Wearing It Out
- 1997 It's Alright, Vol. 2
- 1997 Lovin' a Big Fat Woman
- 1999 Rush Hour... Plus
- 2000 Hoochie Man
- 2003 There's Only One
- 2003 Live at Ground Zero
- 2004 Folkfunk
- 2005 Night Fishin
  - 2006 Essential Recordings, Volume 1 (Deep Rush)
  - 2006 Essential Recordings, Volume 2 (Deep Rush)
  - 2007 Raw (Deep Rush)
  - 2008 Look at What You Gettin' (Deep Rush)
  - 2009 Blind Snake (Deep Rush)
  - 2011 Show You a Good Time (Deep Rush)
  - 2013 Down in Louisiana (Thirty Tigers)[21][22]
  - 2014 Decisions (Silver Talon Records)
  - 2016 Porcupine Meat (Rounder Records)
  - 2019 Sitting On Top Of The Blues